# Accademia del diritto internazionale dell'Aia
L'Accademia del diritto internazionale dell'Aia è un centro di studi d'alto livello sia nel campo del diritto internazionale pubblico sia del diritto internazionale privato, con sede nel palazzo della Pace.
I corsi sono tenuti in inglese e francese e, ad eccezione degli  External Programme Courses, si svolgono presso il palazzo della Pace. L'Accademia venne fondata nel 1914, grazie anche all'aiuto della Fondazione Carnegie per la pace internazionale, e aprì le sue porte nel 1923. Il premio Nobel per la pace Tobias Asser aveva sollecitato la creazione dell'Accademia fino alla sua morte, nel 1913.
L'Accademia è strettamente collegata alla Corte internazionale di giustizia, ospitata anch'essa nel palazzo della Pace. Diversi giudici della  Corte internazionale di giustizia o ex giudici hanno frequentato o hanno comunque preso parte ai corsi dell'Accademia.
Nel 1992 l'Accademia ha ricevuto il premio per la pace Félix Houphouët-Boigny dall'UNESCO.